# زوکومکاتلایت

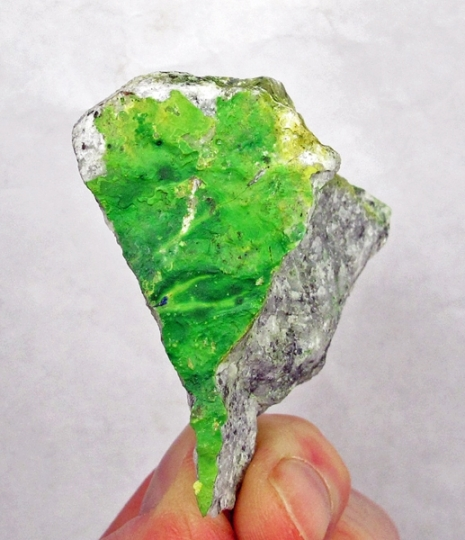
زوکومکاتلایت

زوکومکاتلایت یک کانی تیلورات کمیاب با فرمول Cu 3 (TeO 4 ) (OH) 4 است.این یک کانی قائم الزاویه است که به صورت توده یا کره‌های کریستالی سوزنی شکل سبز رنگ به وجود می‌آید.
این کانی اولین بار در سال ۱۹۷۵ به دلیل یک پیش آمد تصادفی در معدن شرقی در نزدیکی موکتزوما، سونورا ، مکزیک پیدا شد. همچنین وجود این کانی از معدن اورکا در ناحیه تینتیک ، شهرستان جواب، یوتا و معدن زمرد در ناحیه تومستون، شهرستان کوچیس، آریزونا در ایالات متحده گزارش شده‌است.